# Курух
Курух (Деванагари: कुरुख़), также известен как ораон — дравидийский язык, носителями которого являются народности ораон (или «курух») и адиваси, проживающие в Бихаре, Джаркханде, Ориссе, Мадхья-Прадеш, Чхаттисгархе и Западной Бенгалии (Индия), а также на севере Бангладеш. В качестве письменности используется деванагари, а также оригинальный алфавит толонг-сики, изобретённый в конце XX века врачом Нарайяном Ораоном. Язык курух является ближайшим родственником языков брауи и малто. Несмотря на большое количество носителей (более 2 млн), язык находится под угрозой исчезновения.